# Championnat d'Europe masculin de rink hockey 1953
Navigation
Championnat d'Europe/du monde masculin 1952 Championnat d'Europe/du monde masculin 1954
Le Championnat d'Europe de rink hockey masculin 1953 est simultanément la 19e édition du championnat d'Europe et la 9e édition du championnat du monde de rink hockey, organisé à Genève en Suisse.
L'équipe d'Italie remporte ses premiers titres européen et mondial de rink hockey.

## Participants
Treize équipes prennent part à cette compétition.
- Allemagne
- Angleterre
- Belgique
- Brésil
- Danemark
- Égypte
- Espagne
- France
- Italie
- Irlande
- Pays-Bas
- Portugal
- Suisse : Buffy, Zürcher, Millesson, Monney II, Indermour, Monney I, Corbat[1].

Les équipes sont réparties dans deux groupes de 7 et 6 équipes, au sein duquel chacune se rencontre une fois pour établir un classement du groupe.
À l'issue de la phase de groupes, les deux premiers de chaque groupe reforment un groupe de classement pour déterminer les places 1 à 4. Les autres équipes rencontrent leur homologue de l'autre groupe pour déterminer les places suivantes (le 3e du groupe A rencontre le 3e du groupe B...). L'équipe qui se classe 7e du groupe A est automatiquement classée dernière de la compétition et ne participe pas à la phase finale de classement.

## Phase de groupes

### Groupe A
| Rang | Équipe     | Pts | J | G | N | P | Bp | Bc | Diff |  | Résultats  |  |     |     |     |     |      |      |
| ---- | ---------- | --- | - | - | - | - | -- | -- | ---- |  | ---------- |  | --- | --- | --- | --- | ---- | ---- |
| 1    | Portugal   | 11  | 6 | 5 | 1 | 0 | 33 | 4  | +29  |  | Portugal   |  | 1-1 | 3-0 | 7-2 | 8-0 | 10-0 | 4-1  |
| 2    | Espagne    | 10  | 6 | 4 | 2 | 0 | 34 | 5  | +29  |  | Espagne    |  |     | 3-1 | 2-2 | 7-0 | 10-1 | 11-0 |
| 3    | Angleterre | 8   | 6 | 4 | 0 | 2 | 32 | 13 | +19  |  | Angleterre |  |     |     | 4-2 | 7-1 | 9-1  | 11-3 |
| 4    | Pays-Bas   | 7   | 6 | 3 | 1 | 2 | 22 | 18 | +4   |  | Pays-Bas   |  |     |     |     | 6-4 | 5-0  | 5-1  |
| 5    | Brésil     | 3   | 6 | 1 | 1 | 4 | 11 | 32 | -21  |  | Brésil     |  |     |     |     |     | 2-2  | 4-2  |
| 6    | Irlande    | 3   | 6 | 1 | 1 | 4 | 8  | 38 | -30  |  | Irlande    |  |     |     |     |     |      | 4-2  |
| 7    | Égypte     | 0   | 6 | 0 | 0 | 6 | 9  | 30 | -21  |  | Égypte     |  |     |     |     |     |      |      |

### Groupe B
| Rang | Équipe    | Pts | J | G | N | P | Bp | Bc | Diff |  | Résultats |  |     |     |     |     |      |
| ---- | --------- | --- | - | - | - | - | -- | -- | ---- |  | --------- |  | --- | --- | --- | --- | ---- |
| 1    | Italie    | 9   | 5 | 4 | 1 | 0 | 26 | 8  | +18  |  | Italie    |  | 2-2 | 2-1 | 6-3 | 3-1 | 13-1 |
| 2    | Suisse    | 7   | 5 | 3 | 1 | 1 | 16 | 8  | +8   |  | Suisse    |  |     | 0-4 | 4-1 | 2-1 | 8-0  |
| 3    | Belgique  | 6   | 5 | 3 | 0 | 2 | 22 | 6  | +16  |  | Belgique  |  |     |     | 0-4 | 5-0 | 12-0 |
| 4    | Allemagne | 6   | 5 | 3 | 0 | 2 | 19 | 14 | +5   |  | Allemagne |  |     |     |     | 3-1 | 8-3  |
| 5    | France    | 2   | 5 | 1 | 0 | 4 | 6  | 15 | -9   |  | France    |  |     |     |     |     | 3-2  |
| 6    | Danemark  | 0   | 5 | 0 | 0 | 5 | 6  | 44 | -38  |  | Danemark  |  |     |     |     |     |      |

## Phase finale

### Classement des places 5 à 12
|     | Vainqueur | Résultat | Vaincu     |     |
| --- | --------- | -------- | ---------- | --- |
| 11e | Irlande   | 5-1      | Danemark   | 12e |
| 9e  | France    | 1-1      | Brésil     | 10e |
| 7e  | Allemagne | 4-1      | Pays-Bas   | 8e  |
| 5e  | Belgique  | 2-1      | Angleterre | 6e  |

### Classement des places 1 à 4
| Rang | Équipe   | Pts | J | G | N | P | Bp | Bc | Diff |  | Résultats |  |     |     |     |
| ---- | -------- | --- | - | - | - | - | -- | -- | ---- |  | --------- |  | --- | --- | --- |
| 1    | Italie   | 6   | 3 | 3 | 0 | 0 | 8  | 2  | +6   |  | Italie    |  | 3-0 | 1-0 | 4-2 |
| 2    | Portugal | 4   | 3 | 2 | 0 | 1 | 8  | 5  | +3   |  | Portugal  |  |     | 2-1 | 6-1 |
| 3    | Espagne  | 2   | 3 | 1 | 0 | 2 | 3  | 4  | -1   |  | Espagne   |  |     |     | 1-0 |
| 4    | Suisse   | 0   | 3 | 0 | 0 | 3 | 3  | 11 | -8   |  | Suisse    |  |     |     |     |

## Classement final
| Classement | Équipe     |
| ---------- | ---------- |
| 1          | Italie     |
| 2          | Portugal   |
| 3          | Espagne    |
| 4          | Suisse     |
| 5          | Belgique   |
| 6          | Angleterre |
| 7          | Allemagne  |
| 8          | Pays-Bas   |
| 9          | France     |
| 10         | Brésil     |
| 11         | Irlande    |
| 12         | Danemark   |
| 13         | Égypte     |